# رون غيرهاردسن
رون غيرهاردسن هو اقتصادي وسياسي نرويجي، ولد في 13 يونيو 1946 في أوسلو في النرويج. نشط حزبياً في حزب العمال.

## مناصب
- انتخب نائب عضو برلمان النرويج  [لغات أخرى]‏ عن دائرة أوسلو [الإنجليزية]‏ وقد انضم خلال فترته النيابية  [لغات أخرى]‏ (2001 – 2005) للكتلة البرلمانية حزب العمال.
- انتخب نائب عضو برلمان النرويج  [لغات أخرى]‏ عن دائرة أوسلو [الإنجليزية]‏ وقد انضم خلال فترته النيابية ‏ (1985 – 1989) للكتلة البرلمانية حزب العمال.
- انتخب نائب عضو برلمان النرويج  [لغات أخرى]‏ عن دائرة أوسلو [الإنجليزية]‏ وقد انضم خلال فترته النيابية ‏ (1981 – 1985) للكتلة البرلمانية حزب العمال.
- انتخب رئيس [الإنجليزية]‏ الجمعية النرويجية للتزلج [الإنجليزية]‏ (2013 – 2017).
- انتخب رئيس الجمعية النرويجية للتزلج [الإنجليزية]‏ (2001 – 2003).
- انتخب رئيس [الإنجليزية]‏ الجمعية النرويجية للتزلج [الإنجليزية]‏ (1986 – 1990).
- انتخب عمدة أوسلو [الإنجليزية]‏ (1992 – 15 يناير 1997).

## وصلات خارجية
- رون غيرهاردسن على موقع IMDb (الإنجليزية)